# Distrikt Gulu
Gulu ist ein Distrikt im nördlichen Uganda mit der gleichnamigen Hauptstadt Gulu. Er ist einer von drei Distrikten, die zusammen das historische Heimatland der ethnischen Gruppe der Acholi darstellen, das so genannte Acholiland. Die Einwohnerzahl betrug 2002 479.496, wovon über 90 % von der Landwirtschaft leben. Nach einer Verkleinerung des Distrikts hatte er 2020 noch eine Einwohnerzahl von 325.600.

## Geschichte
Gulu ist ein Hauptkampfgebiet der rebellischen Lord’s Resistance Army unter dem dort geborenen Joseph Kony.
27 Kilometer nördlich der Hauptstadt liegt das 1872 von Samuel Baker gegründete Fort Patiko, das später auch von Emin Pascha genutzt wurde.

## Klima
Gulu kam im April 2000 aus einer langjährigen Dürrephase mit jährlichen Niederschlägen zwischen 0 und 27 mm. Die Dekade 2000–2009 brachte es dagegen unter Zusammenfassung der Jahre 2003/2004 auf einen jährlichen Durchschnitt von 462,52 mm Regen. Das waren 21,47 mm weniger als im Zeitraum 1973–1978, wo trotz der Dürreperiode '73/'74 noch 483,99 mm verbucht werden konnten. Der Spitzenwert des Jahres 1977 mit 1145,49 mm Regen wurde nicht wieder erreicht. Der heftigste Sturzregen seit Beginn der Wetteraufzeichnungen im Jahr 1957 fiel am 27. Mai 2005 mit 201,68 mm. Die Tiefpunkte der Jahre 2008 und 2009 mit 258,83 mm bzw. 156,46 mm zeigen an, dass in Gulu nur ein Bewässerungsfeldbau nennenswerte Erträge garantieren kann. Das erste Jahresquartal verlief in den Jahren 2000–2009 meist trocken bis schwach durchfeuchtet, wohingegen das Gros der Niederschläge mal im zweiten, dritten oder vierten Quartal erreicht wurde.

## Kultur und Bildung
Der Distrikt hat 234 Grundschulen sowie 29 weiterführende Schulen. In Gulu ist die Universität Gulu, zudem gibt es drei Lehrerseminare.
Der wohl bekannteste Acholi, der aus der Nähe von Gulu stammt, ist Ugandas berühmtester Schriftsteller Okot p’Bitek.

## Gesundheit
Im Oktober 2000 kam es in Gulu zu einem Ausbruch des Ebolavirus, bei dem von etwas mehr als 400 Infizierten etwa 200 starben. Des Weiteren leidet Gulu, wie weite Teile Afrikas, unter der AIDS-Epidemie. 11,9 % der Bewohner sind mit dem HI-Virus infiziert.
Es bestehen vier Krankenhäuser, 28 Krankenstationen und 75 Apotheken.

## Gliederung
Der Bezirk liegt 332 km nördlich Kampalas und besteht aus den vier Bezirken Kilak, Achwa, Omoro und Nwoya sowie dem Stadtbezirk Gulu. Diese gliedern sich weiter in 19 Unterbezirke, 121 Gemeinden und 686 Ortsgemeinden. Gulu hat Grenzen zu sieben anderen Distrikten und zum Sudan.

## Verkehr
Durch Gulu verläuft die Nordlinie der Uganda Railway. Der Distrikt verfügt über insgesamt 1015 km Straßen.